# Trinitron

Logo Trinitron

Trinitron è il nome commerciale di una linea di schermi a tubo catodico a colori dell'azienda giapponese Sony. Uno dei primi sistemi televisivi realmente nuovi apparsi sul mercato dagli anni '50, il Trinitron fu annunciato nel 1966.
L'elevata luminosità, circa il 25% in più dello standard dell'epoca, lo rese molto popolare in breve tempo. Introdotti nel 1968 e ufficialmente tolti dal mercato nel 2006, dopo che l'azienda decise di voler concentrare gli sforzi di ricerca e sviluppo sugli schermi LCD, sono stati leader negli schermi CRT fino a tutti gli anni '90 del XX secolo. Gli schermi per televisori e monitor Trinitron sono di tipo aperture grille; la caratteristica più evidente consiste nella superficie cilindrica e non sferica dello schermo, il quale, nelle ultime versioni, divenne perfettamente piano.

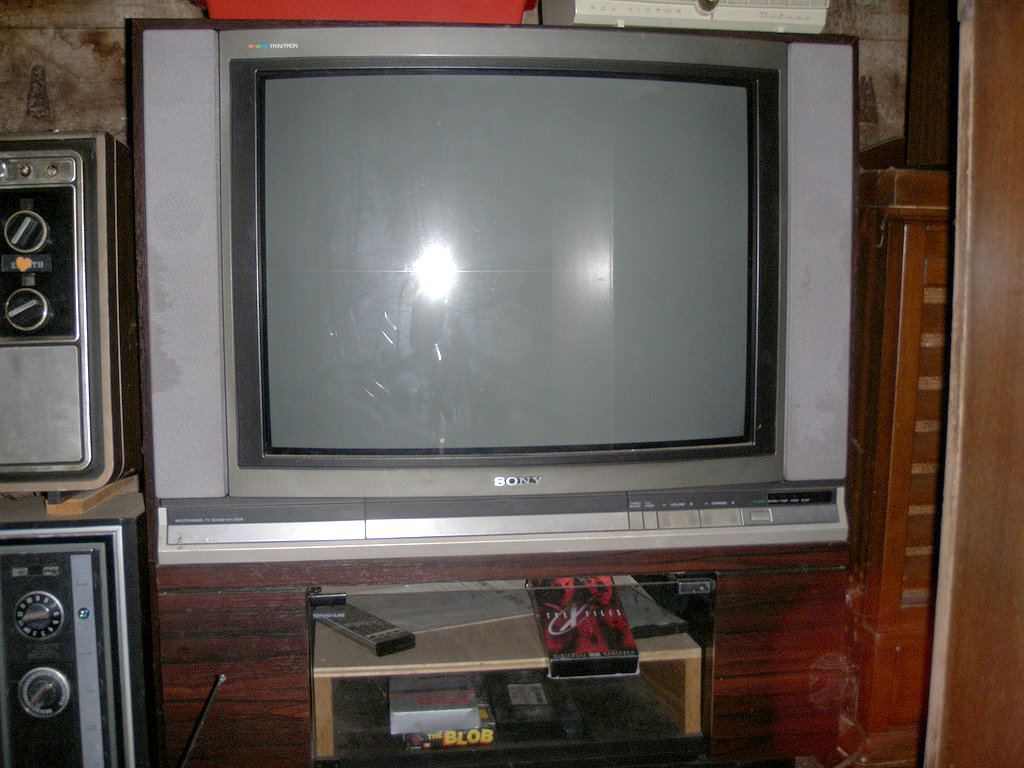
Un 27" Trinitron del 1985

Il brevetto alla base del sistema Trinitron cessò la sua validità nel 1996 e ciò comportò l'affacciarsi di numerosi concorrenti a prezzi di mercato più bassi. Sony rispose introducendo lo schermo piatto FD Trinitron (WEGA), che mantenne il primato commerciale fino ai primi anni 2000. Questo sistema venne superato di lì a breve dalla tecnologia al plasma e LCD. Nel 2008 la produzione su larga scala cessò completamente. I monitor per applicazioni di nicchia sono gli unici ancora prodotti.
Il nome Trinitron deriva da trinità, unione di tre entità, e tron da electron tube, dato che nel Trinitron i tre cannoni elettronici dei tre colori base sono separati fisicamente ma raggruppati in un unico tubo.

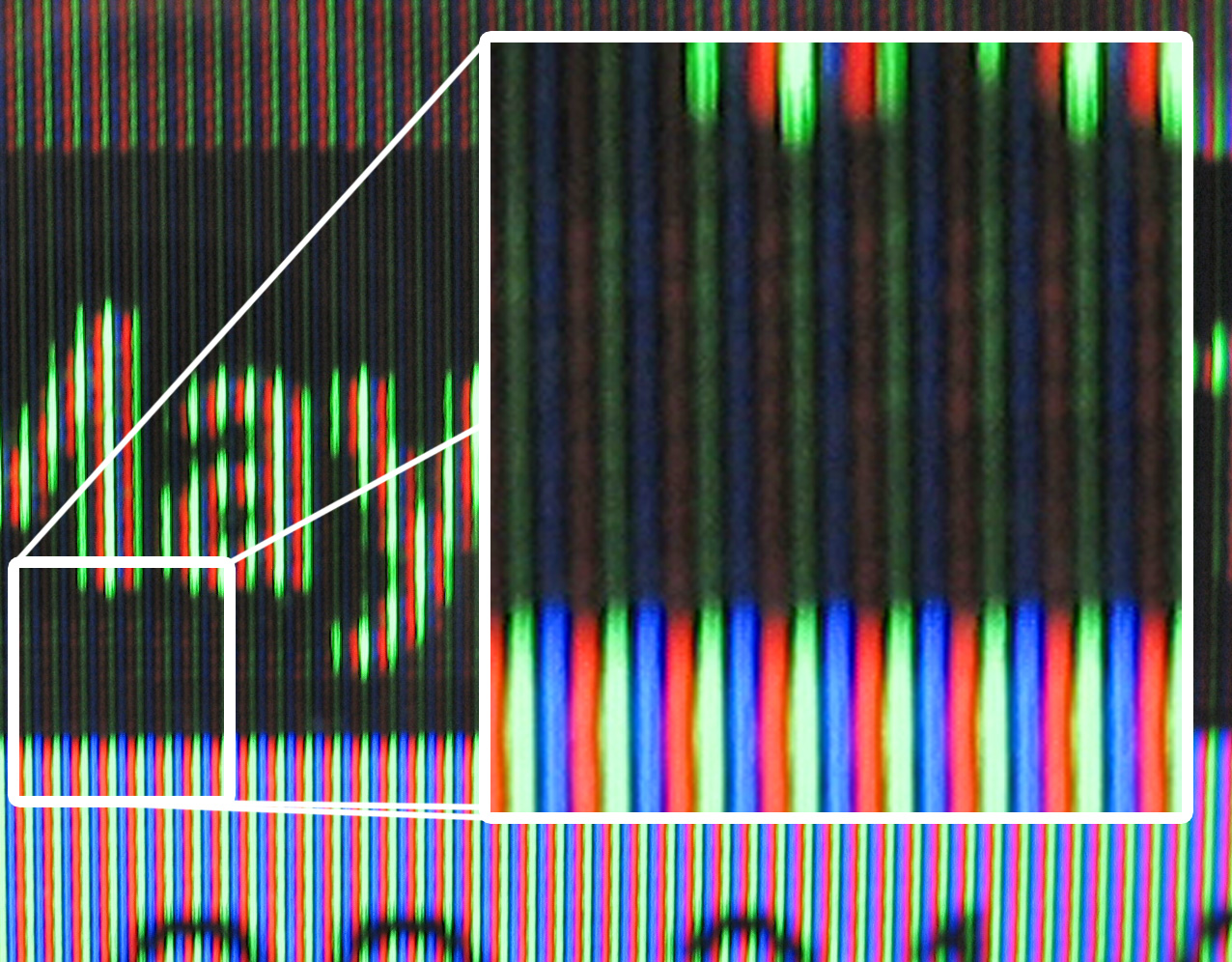
Primo piano dei fosfori di un 14" Sony Trinitron.

### Televisione a colori

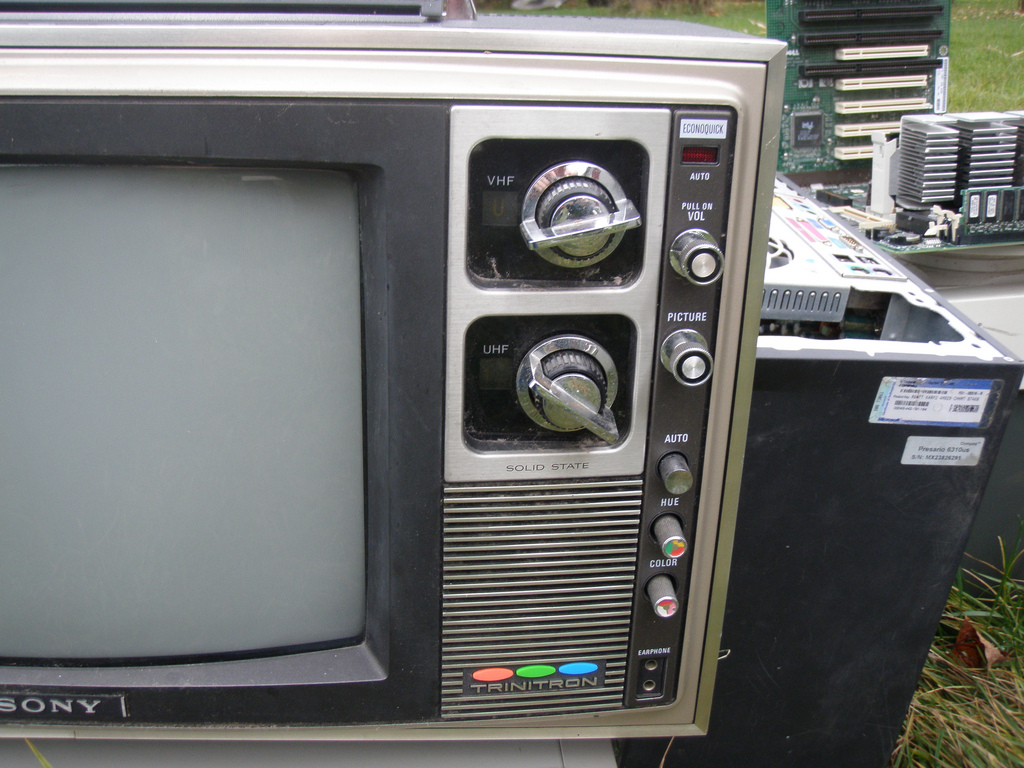
Un modello Trinitron anni '70

## Storia

### Shadow mask
RCA sviluppò uno schermo a colori introducendo la shadow mask, un sottile foglio di materiale metallico con piccoli fori creati mediante fotolitografia posto dietro la superficie frontale del CRT. Tre cannoni, messi a triangolo, colpivano solo una porzione dedicata dello schermo con depositato i fosfori con angolazioni diverse.
Lo svantaggio era che il 25% dell'energia degli elettroni sparati dai cannoni era assorbita dalla maschera. La superiorità del sistema inventato dalla RCA, rispetto a quello della CBS, lo fece diventare standard nel 1953.
Negli Stati Uniti nel 1960, solo uno era TV color su 50 televisori venduti.

### Chromatron
Sony entrò nel mercato televisori nel 1960 con il modello in b/n TV8-301, il primo a transistor e il primo portatile. Nel 1961 i rivenditori chiesero alla Sony quando una TV a colori sarebbe stata disponibile, incitando la ricerca e sviluppo presso l'engineering. Masaru Ibuka, presidente e cofondatore della Sony, rifiutò subito di basare i propri prodotti con il shadow mask, tecnicamente deficiente. Volle un sistema nuovo, originale.
Nel 1961 una delegazione Sony visitò la fiera della IEEE a New York City, Ibuka, Akio Morita (cofondatore Sony) e Nobutoshi Kihara, creatore del CV-2000 home video tape recorder. Videro il sistema Chromatron, migliore di quello della RCA.
Morita contrattò con la Paramount Pictures, che finanziò lo sviluppo della Chromatic Labs', acquisendo il progetto. Nel 1963 Senri Miyaoka si recò a Manhattan per trasferire la tecnologia alla Sony dalla Chromatic Labs. Rimase impressionato dello squallore dei laboratori senza finestre. Nel settembre 1964, un prototipo di 17" fu costruito in Giappone, ma la produzione di massa non ebbe successo causa problemi tecnici irrisolvibili.
Il costo del Chromatron era troppo elevato per produrlo (400.000 yen), rispetto al costo di un singolo TV sul mercato (198.000 yen - $550). Panasonic e Toshiba furono pronti a commercializzare TV basati sul sistema RCA. Nel 1966 il Chromatron fu un fallimento finanziario-commerciale.

### Trinitron
Nell'autunno del 1966 Ibuka annunciò il nuovo sistema, il Trinitron. Susumu Yoshida valutò possibili licenze oltre al sistema della RCA, come quello della General Electric "Porta-color", con tre cannoni in linea.
Yoshida chiese a Senri Miyaoka se il sistema dei tre cannoni in linea usato dalla GE fosse sostituibile con un singolo cannone con tre catodi; più difficile da costruire ma di minor costo. Miyaoka costruì un prototipo molto efficiente. Ibuka annunciò che la Sony stava sviluppando un nuovo sistema basato sul prototipo di Miyaoka. Nel febbraio 1967 i problemi tecnici furono risolti, magneti permanenti al posto delle bobine permettevano di non avere necessari aggiustamenti post-produzione.
Akio Ohgoshi introdusse la caratteristica dei fori rettangolari sulla shadow-mask al posto di quelli circolari. Ohgoshi propose di rimuovere la maschera completamente e depositare delle linee metalliche verticali. In fase di costruzione tali linee venivano fissate orizzontalmente con dei fili di tungsteno che le rendevano solidali allo schermo.
La combinazione dei cannoni elettronici tre-in-uno e l'adozione della aperture grille ebbe successo. Ufficialmente introdotto da Ikuba nell'aprile del 1968, il primo 12 inch Trinitron ebbe una qualità video unica rispetto alla concorrenza. Il CRT era quasi piatto verticalmente, un effetto collaterale delle linee verticali dell'aperture grille. Interamente a stato solido, fu molto compatto e piacevole nel design.
Trinitron e Chromatron non ebbero niente in comune se non l'unico cannone elettronico.
Anche se pubblicizzato come interamente a stato solido, in alcuni TV venduti nel Regno Unito per un breve periodo tra il 1969 e 1971/72, il KV-1320UB fu dotato di valvole termoioniche 3AT2 per l'alta tensione. Più tardi venne ridisegnato internamente e esternamente divenendo a stato solido. L'ultima versione di tale modello è identificabile dal case esterno non in legno. Questi primi televisori per il mercato inglese furono dotati di ricevitori PAL differenti dai sistemi Telefunken, inventori del PAL. Nei televisori Trinitron per il mercato inglese, dal KV-1300UB al KV-1330UB, fu impiegato un ricevitore NTSC adattato PAL. Un ritardo di 64 microsecondi nel delay line venne usato per l'immagazzinamento, ma al posto di usare il ritardo di linea per il valore medio della fase e della linea "ricordata" (come nel "Deluxe PAL"), semplicemente ripete la stessa linea due volte. Qualunque errore di fase può essere compensato utilizzando un tint control sul frontale del TV.

### Pubblico
Trinitron fu accettato universalmente in modo positivo, anche se con un costo elevato. Sony vinse un Emmy Award nel 1973 per questo prodotto. Al compimento dell'84º compleanno nel 1992, Ibuka dichiarò orgogliosamente il Trinitron come il suo prodotto migliore.
Nuovi modelli 19" e 27" furono introdotti, così come i più piccoli 7" portatili. Nella metà degli anni '80 fu introdotto un nuovo rivestimento a fosfori più scuro, dando un'immagine nera a TV spento, al posto del grigio della prima serie. I primi modelli furono con case color argento, ma con l'avvento dello schermo nero vennero introdotti nuovi all-black cases, così come avvenne anche per i sistemi Hi-Fi dell'epoca. Si crearono i 32", 35" e alla fine un 40" negli anni '90.
Nel 1980 Sony introdusse "ProFeel" line in ambito professionale; Trinitron monitor collegabili a sintonizzatori standard. Il lineup fu composto dal KX-20xx1 20" e KX-27xx1 27" ("xx" fu un identificativo, PS per Europe, HF per Japan, etc.), VTX-100ES tuner e TXT-100G Teletext decoder, oltre ai diffusori SS-X1A, grigi come il resto del TV set. Il concetto fu di ricreare uno styling simile agli stereo equipment dell'epoca. Una seconda serie all-black seguì nel 1986, ProFeel Pro, con VT-X5R tuner e diffusori APM-X5A.
Sony produsse anche Trinitron professionali, come il PVM (Pro Video Monitor) e BVM (Broadcast Video Monitor). Questi modelli ebbero case grigio metallico con vari input per segnali analogici. ProFeel line raggiunse la risoluzione di oltre 900 linee orizzontali. Quando la linea di produzione fu cancellata nel 2007, i professionals forzarono Sony alla riapertura delle linee di produzione dei modelli da 20 e 14 pollici.
Sony iniziò lo sviluppo del Trinitron per computer monitor alla fine degli anni '70. La domanda fu così alta che vi furono esempi di aziende che rimuovevano i CRT Trinitron dai televisori per creare monitor. In risposta, Sony cominciò lo sviluppo GDM (Graphic Display Monitor) nel 1983, che offriva alta risoluzione e frequenza di refresh elevata. Sony promosse in modo aggressivo i GDM tali da diventare standard di riferimento sul finire degli anni '80. Modelli comuni come l'Apple Inc. da 13" venduto originariamente con il Macintosh II nel 1987. Altri utilizzatori furono Digital Equipment Corporation, IBM, Silicon Graphics, Sun Microsystems e altri ancora. Svilupparono anche una serie più economica, la CPD. Nel maggio 1988 introdussero l'high-end 20 pollici tipo DDM (Data Display Monitor) con risoluzione massima 2.048x2.048 pixel, che fu utilizzato nei sistemi FAA-Advanced Automation System per il controllo del traffico aereo.
Questi sviluppi significarono che Sony fu pronta ad introdurre il sistema HDTV. Nell'aprile del 1981 annunciarono il sistema High Definition Video System (HDVS), sistema basato sul MUSE, comprendente videocamera, registratore, monitor Trinitron e TV a proiezione.
Sony consegnò il suo 100 milionesimo schermo nel luglio 1994, 25 anni dopo l'introduzione sul mercato. Nuovi utilizzi in ambito consumer e professional, come computer-monitor e HDTV per lettori DVD (introdotto nel 1996) incrementarono le vendite di altri 180 milioni di unità vendute fino al termine della produzione.

### Fine del Trinitron

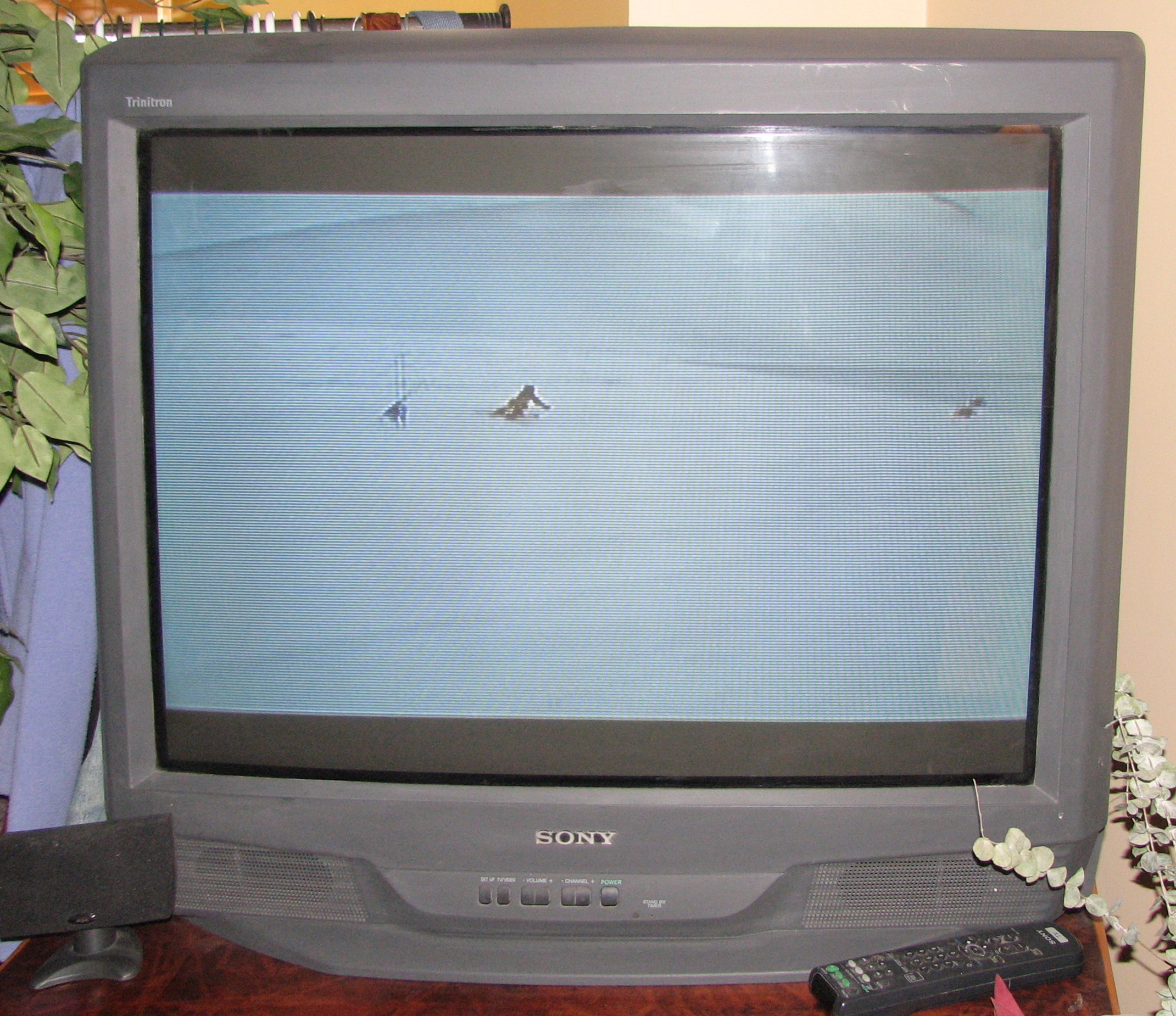
Sony KV-32S42, uno degli ultimi modelli Trinitron, 2001.

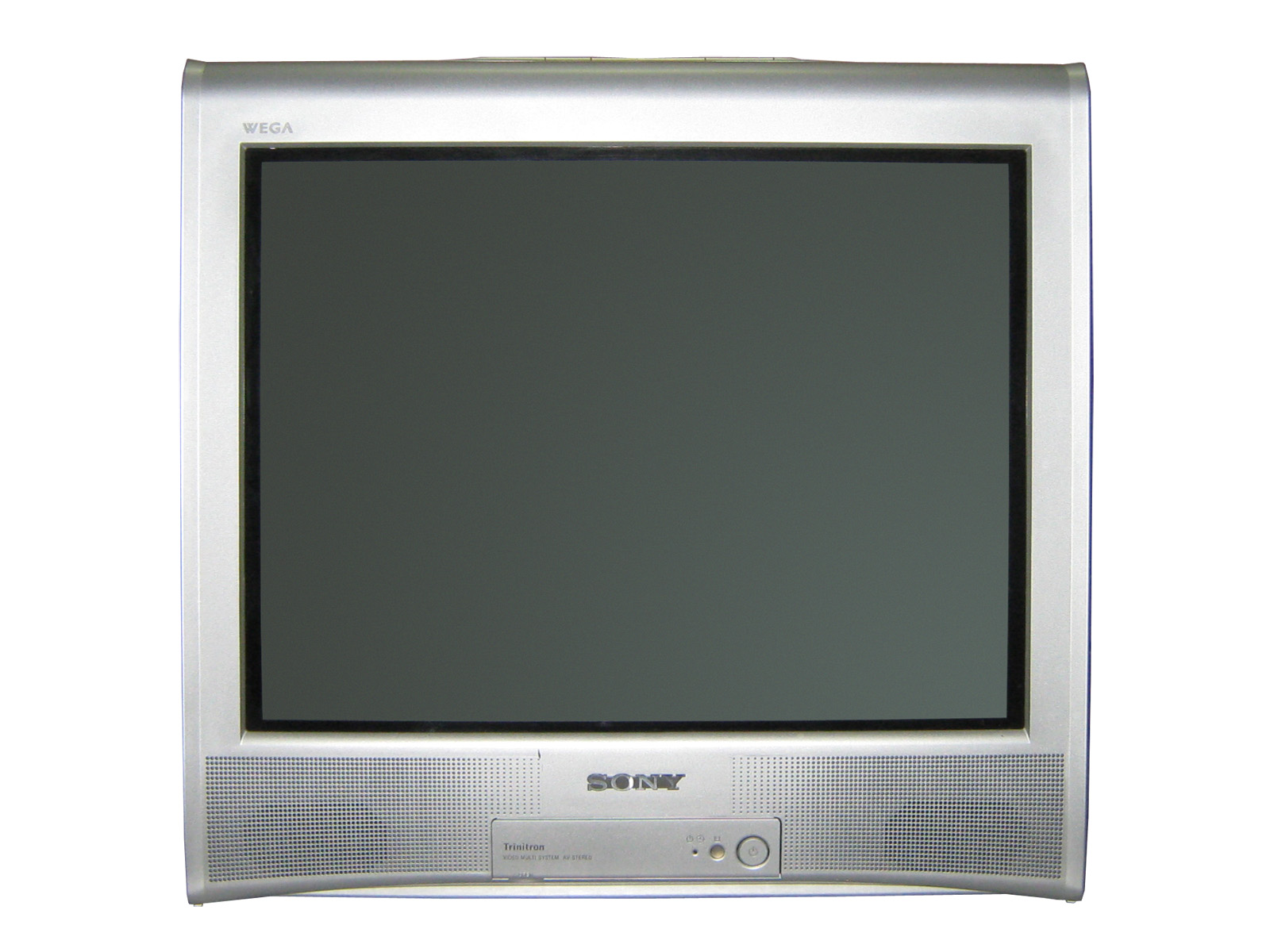
Sony FD Trinitron, CRT a schermo piatto.

Il brevetto Sony Trinitron terminò la sua validità nel 1996, dopo 20 anni. Successivamente costruttori come Mitsubishi (la cui produzione di monitor sono parte di NEC Display Solutions) furono liberi di usare la tecnologia Trinitron, senza ovviamente poterne usare il marchio. Ad esempio i Diamondtron della Mitsubishi.
Sony rispose con lo schermo piatto FD Trinitron, con gestione elettronica del cannone CRT. Introdussero i 27, 32 e 36 pollici nel 1998. Il modello base WEGA supportava segnali a 480i, e anche 16:9. La tecnologia fu velocemente estesa da 13 a 36 pollici. HDTV, Hi-Scan e Super Fine Pitch furono prodotti. Sony cambiò anche lo styling delle televisioni in silver styling.
Anche Panasonic Tau introdusse schermi piatti HDTV. FD Trinitron non riuscì a replicare il successo commerciale precedente.
Con l'introduzione di tecnologie come plasma e LCD, la produzione di televisori in tutto il mondo si concentrò su sistemi "thin". Sony smise di produrre Triniton nel 2004 in Giappone; nel 2007 in USA e Canada, nel resto del mondo, come Cina, India, Sud America continuarono vendite dallo stabilimento di Singapore. La produzione a Singapore cessò nel marzo 2008. Due linee di produzione furono riaperte per soddisfare la richiesta di monitor professionali.
Oggi Sony produce solo TV e monitor LCD ed OLED (con la linea BRAVIA), con schermi basati su tecnologia Samsung e poi Sharp per gli LCD e schermi basati su tecnologia WRGB di LG Display per quanto riguarda gli OLED.

## Descrizione

### Concetti base
Il sistema Trinitron incorpora due caratteristiche uniche: il cannone elettronico a tre catodi, e la griglia verticale aperture grille.
Il cannone elettronico consiste in un tubo a collo lungo con un singolo elettrodo alla base, che diventa di forma rettangolare orizzontale con tre catodi rettangolari allineati verticalmente. Ogni catodo è pilotato dal segnale RGB.
Gli elettroni dai catodi sono convogliati verso un singolo punto giacente sullo schermo dell'aperture grille, un foglio d'acciaio intagliato con microscopiche aperture verticali. Data la separazione dei catodi sul fondo del tubo, i tre fasci colpiscono la griglia con differenti angoli. Quando passano la griglia mantengono questa angolazione, colpendo i fosfori specifici di ogni singolo colore RGB depositati in strisce verticali. Lo scopo della griglia è di assicurare che ogni fascio colpisca la striscia di fosfori specifica; più di quanto faccia una shadow mask. A differenza di una shadow mask non ci sono interruzioni per tutta la lunghezza verticale dei fosfori (i CRT più larghi hanno fili depositati orizzontalmente per fissare le griglie verticali in fase di produzione, ma non si notano nell'immagine creata).

### Vantaggi
Confrontato con il sistema shadow mask, il Trinitron taglia molto meno il segnale dato dai cannoni elettronici. I CRT creati dalla RCA negli anni '50 tagliavano circa l'85% del segnale, mentre l'aperture grille il 25%. Sul finire degli anni '80 i continui miglioramenti del sistema shadow mask permisero di eliminare del tutto questo gap.
Un altro vantaggio dell'aperture grille fu la distanza tra i fili rimasti costantementi verticali attraverso lo schermo. Nel shadow mask la misura dei fori nella maschera è definita dalla risoluzione richiesta dai fosfori sullo schermo, che è costante. Ma la distanza dai cannoni elettronici ai fori; per i fosfori prossimi al centro la distanza era al minimo, negli angoli alla massima. Per assicurare che i cannoni fossero costantemente "a fuoco", un sistema conosciuto come dynamic convergence aggiustava costantemente il fascio elettronico che si muoveva sullo schermo. Nel Trinitron il problema fu molto semplificato, richiedendo cambiamenti solo per schermi grandi.
Per questa ragione, Trinitron ha un'immagine più definita. Il punto di forza delle vendite del Trinitron. Negli anni'90 l'elettronica di controllo in real-time della messa a fuoco della concorrenza eliminò questo vantaggio, dando il via alla produzione di schermi piatti.

### Svantaggi
Gli schermi Trinitron hanno fili di tungsteno che corrono orizzontalmente sull'aperture grille per prevenire lo spostamento della griglia nel tempo. Schermi di 15" e meno, hanno un filo posizionato ad un'altezza di 2/3 dal basso. Schermi più grandi hanno due fili, uno a 1/3 e l'altro a 2/3. Sono praticamente invisibili agli standard di definizione più diffusi. Nei monitor, dove la risoluzione è elevata, i fili sono spesso visibili. Questo è uno svantaggio per la tecnologia Trinitron rispetto agli altri CRT.

### Pellicola antiriflesso
È un foglio di poliuretano depositato, atto a evitare riflessioni. Molto facile da danneggiare. Si può rimuovere lo strato depositato interamente, utilizzando un taglierino e delle bacchette.

## Altre marche costruttrici di CRT aperture grille
- NEC/Mitsubishi "Diamondtron"
- ViewSonic "SonicTron"
- MAG Innovision "Technitron"
- Gateway Computer "Vivitron"